# Resultados do Carnaval do Rio de Janeiro em 2017
Nesta página estão listados os resultados dos concursos de escolas de samba e de blocos de enredo do carnaval do Rio de Janeiro do ano de 2017. Os desfiles foram realizados entre os dias 24 de fevereiro e 4 de março de 2017. Foi o primeiro carnaval de Marcelo Crivella na Prefeitura do Rio. O Prefeito, que teve apoio das escolas de samba em sua campanha, causou polêmica ao não comparecer aos desfiles, nem participar do ato simbólico de entrega da chave da cidade ao Rei Momo.
Portela e Mocidade Independente de Padre Miguel foram as campeãs do Grupo Especial. A Portela conquistou seu 22.º título de campeã, quebrando o longo jejum de 33 anos sem títulos. A escola realizou um desfile sobre os rios. O enredo "Quem Nunca Sentiu o Corpo Arrepiar ao Ver Esse Rio Passar..." foi desenvolvido pelo carnavalesco Paulo Barros, que conquistou seu quarto título de campeão. A Mocidade terminou a apuração das notas em segundo lugar, com um décimo a menos que a campeã. Cerca de um mês após os desfiles, a LIESA divulgou as justificativas dos julgadores para as notas dadas. Valmir Aleixo, do quesito Enredo, descontou um décimo da Mocidade pela falta de um destaque de chão. A escola rebateu a avaliação alegando que o julgador se baseou na versão antiga do livro abre-alas (roteiro do desfile) e não na versão retificada, que excluia a presença da destaque de chão. A LIESA, por sua vez, não teria repassado a nova versão ao julgador. A Mocidade entrou com recurso na LIESA, que acatou o pedido, decidindo dividir o título de campeã entre Portela e Mocidade. A Mocidade conquistou seu sexto título de campeã, quebrando o jejum de 21 anos sem conquistas. O enredo "As Mil e Uma Noites de Uma Mocidade Pra Lá de Marrakesh", sobre o Marrocos, foi desenvolvido pelo carnavalesco Alexandre Louzada, que ganhou seu sexto título no carnaval.
O carnaval também foi marcado por graves acidentes. No primeiro desfile do Grupo Especial, o último carro alegórico da escola Paraíso do Tuiuti se desgovernou e atropelou cerca de vinte pessoas. Ao tentar consertar a direção do carro na avenida, o motorista deu marcha à ré, imprensando outras pessoas contra a grade que separa a pista da arquibancada. Uma das vítimas, a radialista Elizabeth Ferreira Jofre, faleceu em 29 de abril de 2017, após passar cerca de dois meses internada. Quatro pessoas foram indiciadas pelo acidente. Na noite seguinte, durante o desfile da Unidos da Tijuca, a parte de cima da segunda alegoria da escola cedeu ferindo cerca de doze pessoas. De acordo com o laudo pericial, a responsável pelo acidente foi uma empresa de equipamentos hidráulicos contratada para cuidar da engrenagem de sustentação da alegoria. Tijuca e Tuiuti foram as duas últimas colocadas mas, devido aos acidentes, a LIESA decidiu cancelar o rebaixamento.
Império Serrano conquistou o título da Série A; Unidos de Bangu foi a campeã da Série B; Unidos das Vargens venceu a Série C; Império da Uva conquistou a Série D; e Império Ricardense ganhou a Série E. Entre os blocos de enredo, Barriga venceu o Grupo 1 e Grilo de Bangu conquistou o Grupo 2.

## Grupo Especial
O desfile do Grupo Especial foi organizado pela Liga Independente das Escolas de Samba do Rio de Janeiro (LIESA) e realizado no Sambódromo da Marquês de Sapucaí, a partir das noites de 26 e 27 de fevereiro de 2017. O horário de início dos desfiles foi alterado para as 22 horas, meia-hora mais tarde que no ano anterior. A LIESA promoveu alterações no concurso com o intuito de tornar os desfiles mais dinâmicos.
- O tempo máximo de apresentação das agremiações foi reduzido de 82 para 75 minutos. Foi mantido o tempo mínimo de 65 minutos.
- A quantidade máxima de alegorias foi reduzida para seis; sendo permitida apenas uma alegoria acoplada.
- Os módulos de julgamento 2 e 3 passaram a formar uma cabine dupla, no setor 6. Com isso, as escolas reduziram, de quatro para três, o número de paradas para apresentação dos segmentos aos julgadores.
- Cada quesito ganhou dois julgadores reservas para o caso de ausência de um ou dois titulares.

Ordem dos desfiles

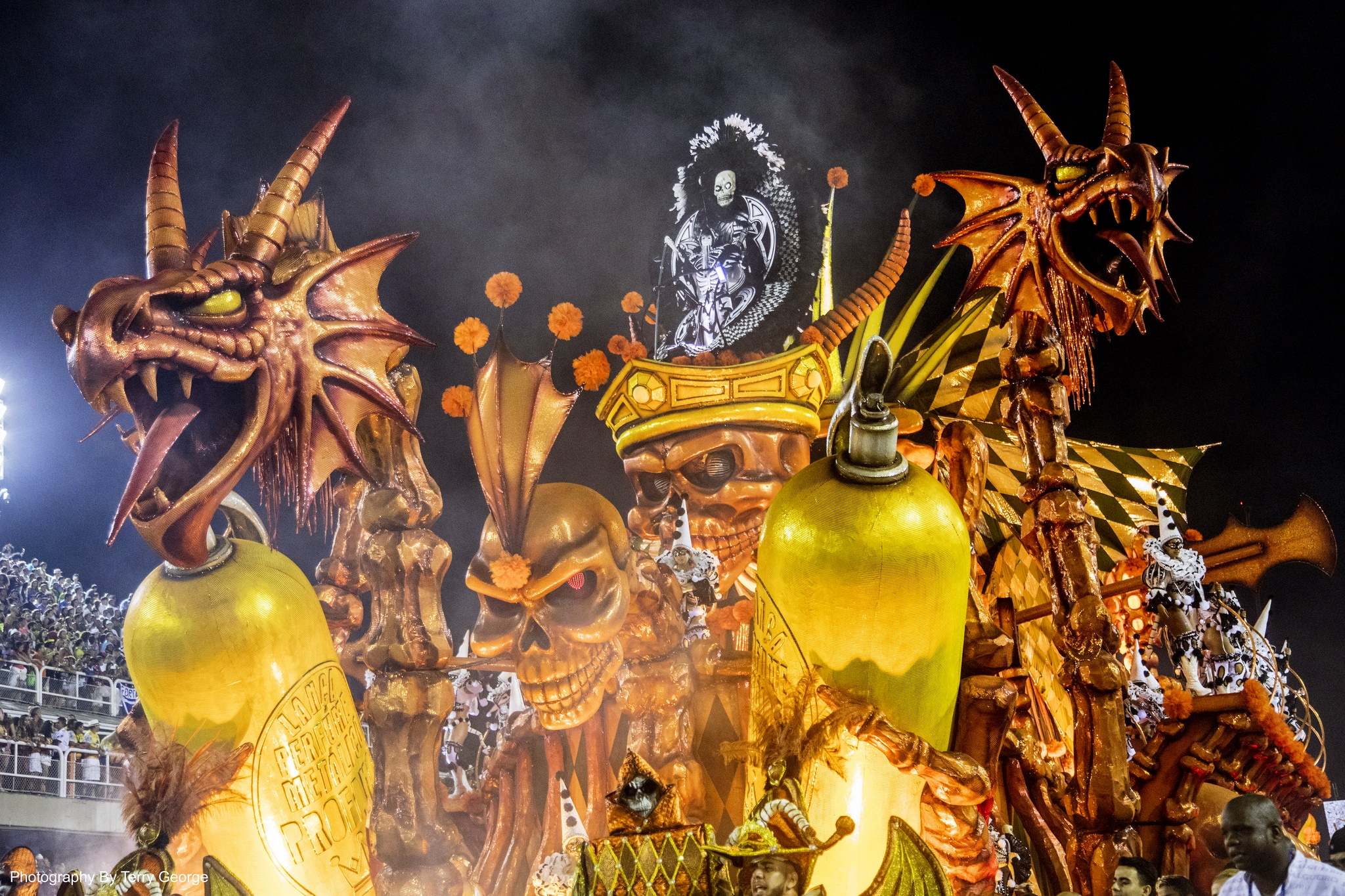
Abre-alas do Salgueiro em 2017. Escola foi a terceira colocada do Grupo Especial.

A ordem dos desfiles foi definida através de sorteio realizado no dia 20 de junho de 2016 na Cidade do Samba. Para equilibrar as forças, as escolas foram divididas em pares, sendo que, dentro dos pares, cada escola desfilaria em uma noite diferente. Os pares formados foram: Mangueira e Beija-Flor; Portela e Salgueiro; Unidos da Tijuca e Imperatriz Leopoldinense; Grande Rio e Mocidade Independente de Padre Miguel; Unidos de Vila Isabel e São Clemente.
Primeiro foi sorteada a noite de desfile de cada escola; depois foi sorteada a ordem de apresentação de cada noite. Após o sorteio foi permitido que as escolas negociassem a troca de posições dentro de cada noite. Sorteada para encerrar a segunda noite, a São Clemente trocou de posição com a Mangueira. Mocidade e Unidos da Tijuca também inverteram posições. Duas escolas tinham posições definidas e não participaram do sorteio: Campeã da Série A (segunda divisão) do ano anterior, a Paraíso do Tuiuti ficou responsável por abrir a primeira noite; penúltima colocada do Grupo Especial no ano anterior, a União da Ilha do Governador ficou responsável por abrir a segunda noite.
| Domingo (26/02/2017) | Segunda-feira (27/02/2017) |
| 1. Paraíso do Tuiuti 2. Acadêmicos do Grande Rio 3. Imperatriz Leopoldinense 4. Unidos de Vila Isabel 5. Acadêmicos do Salgueiro 6. Beija-Flor de Nilópolis | 1. União da Ilha do Governador 2. São Clemente 3. Mocidade Independente de Padre Miguel 4. Unidos da Tijuca 5. Portela 6. Estação Primeira de Mangueira |

Quesitos e julgadores
Foram mantidos os nove quesitos de avaliação dos anos anteriores e a mesma quantidade de julgadores (quatro por quesito). O módulo em que ficaria cada julgador e sua condição (titular ou reserva) foi definido através de sorteio realizado no domingo, dia 27 de fevereiro de 2017, poucas horas antes do início dos desfiles.
| Quesitos | Quesitos                     | Julgador 1                | Julgador 2                  | Julgador 3             | Julgador 4            | Reserva 1             | Reserva 2            |
| Quesitos | Quesitos                     | Entre os setores 03 e 03A | Setor 6 (cabine dupla)      | Setor 6 (cabine dupla) | Setor 10              | Reserva 1             | Reserva 2            |
| -------- | ---------------------------- | ------------------------- | --------------------------- | ---------------------- | --------------------- | --------------------- | -------------------- |
|          | Alegorias e Adereços         | Madson Oliveira           | Walber Ângelo de Freitas    | Soter Bentes           | Teresa Piva           | Rebeca Kaiser         | Mauro Senna          |
|          | Bateria                      | Jorge Gomes               | Sérgio Naidin               | Cláudio Luis Matheus   | Philipe Galdino       | Ary Jayme Cohen       | Rafael Castro        |
|          | Fantasias                    | Desirée Bastos            | Regina Oliva                | Helenice Gomes         | Ana Cohen             | Gerson Martins        | Paulo Paradela       |
|          | Samba-Enredo                 | Clayton Fábio Oliveira    | Felipe Trotta               | Alice Serrano          | Alfredo Del-Penho     | Eri Galvão            | Mauro Costa Júnior   |
|          | Comissão de Frente           | Paulo Cesar Morato        | João Wlamir                 | Marcus Nery Magalhães  | Rafaela Ribeiro       | Raphael David         | Raffael Araújo       |
|          | Evolução                     | Fabiana Sobral            | Edileuza Batista de Aleluia | Edilberto Fonseca      | Salete Lisboa         | Carolina Frajdenrajch | Paola Novaes         |
|          | Harmonia                     | Deborah Levy              | Humberto Fajardo da Silva   | Célia Souto            | Jardel Maia Rodrigues | Bruno Marques         | Mirian Orofino Gomes |
|          | Mestre-Sala e Porta-Bandeira | Beatriz Badejo            | Karen Mesquita              | Marilene Telles        | Mônica Barbosa        | Paulo Rodrigues       | Áurea Hämmerli       |
|          | Enredo                       | Luiz Antônio Araújo       | Valmir Aleixo               | Marcelo Figueira       | Artur Nunes Gomes     | Pérsio Gomyde Brasil  | Johnny Soares        |

### Classificação
A Portela conquistou seu 22.º título de campeã do carnaval com um desfile sobre os rios de todo o mundo. Uma das alegorias lembrou o Rio Doce, atingido pelo rompimento de uma barragem em Mariana, município de Minas Gerais, em 2015. O enredo "Quem Nunca Sentiu o Corpo Arrepiar ao Ver Esse Rio Passar..." foi desenvolvido pelo carnavalesco Paulo Barros, que conquistou seu quarto título de campeão. A Portela quebrou um longo jejum de 33 anos sem títulos; o anterior foi conquistado em 1984. Mocidade Independente de Padre Miguel terminou a apuração das notas em segundo lugar, com um décimo a menos que a campeã. Cerca de um mês após o desfile, a LIESA divulgou as justificativas dos julgadores para as notas dadas. Valmir Aleixo, do quesito Enredo, descontou um décimo da Mocidade pela falta de um destaque de chão, que representaria “O Esplendor dos Sete Mares”. A destaque seria Camila Silva, que foi promovida à Rainha de Bateria após a empresária angolana Carmen Mouro desistir de desfilar à frente dos ritmistas. A Mocidade rebateu a avaliação do julgador alegando que ele se baseou na versão antiga do livro abre-alas (roteiro do desfile) enviado pela agremiação. A escola alegou que enviou para a LIESA, dentro do prazo estipulado, uma versão retificada do livro abre-alas excluindo a presença de Camila Silva como destaque de chão. A LIESA, por sua vez, não teria repassado a nova versão ao julgador, ocasionando o desconto de um décimo. A escola entrou com recurso na Liga contra o resultado e ameaçou procurar seus direitos na Justiça. Em uma plenária realizada no dia 5 de abril de 2017, a LIESA decidiu dividir o título de campeã entre Portela e Mocidade. Foram sete votos a favor; cinco abstenções; e apenas a presidência da Portela votou contra a divisão de título. A Mocidade conquistou seu sexto título de campeã do carnaval com um desfile sobre o Marrocos. Um dos destaques do desfile foi a comissão de frente, que utilizou truques de ilusionismo para fazer Aladim voar sobre um tapete e beduínos carregarem cestos de onde surgiam odaliscas. O enredo "As Mil e Uma Noites de Uma Mocidade Pra Lá de Marrakesh" foi desenvolvido pelo carnavalesco Alexandre Louzada, que conquistou seu sexto título na elite do carnaval. A Mocidade quebrou o jejum de 21 anos sem títulos; o anterior foi conquistado em 1996. No ano anterior, a escola se classificou apenas na décima colocação.
Acadêmicos do Salgueiro ficou em terceiro lugar com um desfile em que homenageou o carnaval através da obra Divina Comédia, de Dante Alighieri. Campeã do ano anterior, a Mangueira conquistou o quarto lugar com um desfile sobre a religiosidade do brasileiro. Grande Rio foi a quinta colocada homenageando a cantora Ivete Sangalo, que desfilou na comissão de frente e na última alegoria da escola. Beija-Flor conquistou a última vaga do Desfile das Campeãs contando a obra Iracema, de José de Alencar. A escola inovou ao fantasiar a maioria de seus componentes de indígenas, quebrando a divisão tradicional do desfile em alas. Sétima colocada, a Imperatriz Leopoldinense homenageou o Parque Indígena do Xingu. O desfile teve a participação do Cacique Raoni e de outras lideranças indígenas. Com um desfile sobre Quitembo, inquice do tempo cronológico e mítico da mitologia banto, a União da Ilha do Governador se classificou em oitavo lugar. São Clemente foi a nona colocada com um desfile sobre a construção do Palácio de Versalhes. Décima colocada, a Unidos de Vila Isabel apresentou um desfile sobre a influência africana na música.

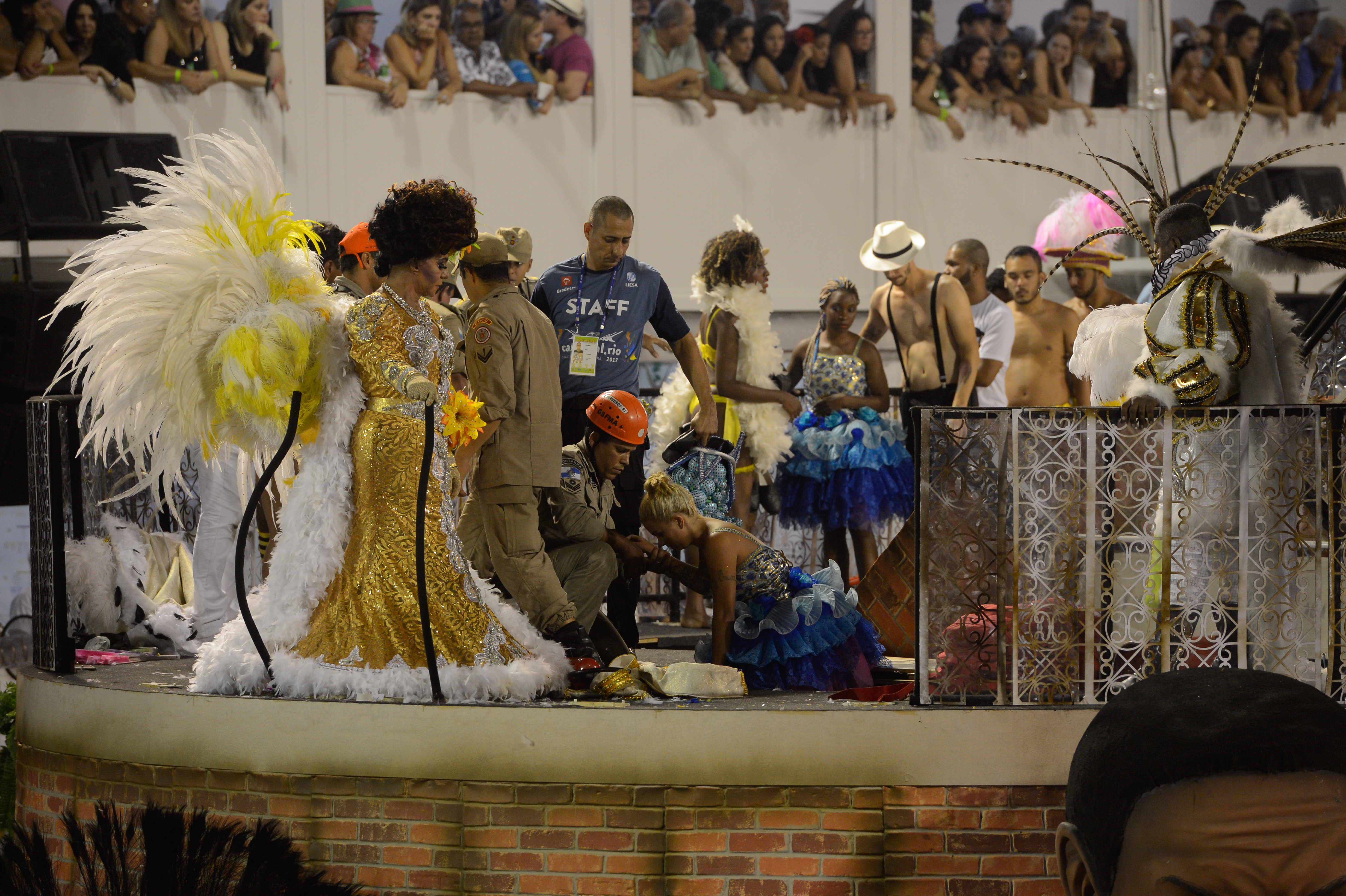
Bombeiros socorrem as vítimas de acidente na alegoria da Tijuca.

Penúltima colocada, a Unidos da Tijuca realizou um desfile sobre a música americana. O desfile tornou-se dramático após a parte de cima da segunda alegoria da escola desabar ferindo cerca de doze pessoas. A alegoria ficou parada na entrada da pista enquanto era realizado o resgate das vítimas, o que impossibilitou a passagem das demais alegorias. Alas tiveram que passar à frente, o que desorganizou o roteiro do desfile. Após o atendimento às vítimas, o carro atravessou a Marquês de Sapucaí, seguido dos demais. De acordo com o laudo pericial, a responsável pelo acidente foi uma empresa de equipamentos hidráulicos contratada para cuidar da engrenagem de sustentação da alegoria. A escola foi inocentada.
Última colocada, a Paraíso do Tuiuti fez um desfile sobre o Tropicalismo. A última alegoria da escola se desgovernou e atropelou cerca de vinte pessoas. Ao tentar consertar a direção do carro na avenida, o motorista deu marcha à ré, imprensando outras pessoas contra a grade que separa a pista da arquibancada. Chovia no momento do acidente. Uma das vítimas, a radialista Elizabeth Ferreira Jofre, faleceu em 29 de abril de 2017, após passar cerca de dois meses internada. Quatro pessoas foram indiciadas pelo acidente: o motorista Francisco de Assis; o engenheiro Edson Gaspar; o diretor de carnaval, Leandro Azevedo; e o diretor de alegorias, Jaime Benevides.
Em uma plenária realizada antes da apuração das notas, a LIESA decidiu cancelar o rebaixamento, mantendo todas as escola no Grupo Especial em 2018. Apenas a presidência da Mocidade votou contra cancelar o descenso.
| Legenda: Desfile das Campeãs |

| Col. | Escola                                | Enredo                                                       | Carnavalesco(a) | Pontos | Desempate         |
| ---- | ------------------------------------- | ------------------------------------------------------------ | --- | ------ | ----------------- |
| 1    | Portela                               | Quem Nunca Sentiu o Corpo Arrepiar ao Ver Esse Rio Passar... | Paulo Barros | 269,9  | -                 |
| 1    | Mocidade Independente de Padre Miguel | As Mil e Uma Noites de Uma Mocidade Pra Lá de Marrakesh      | Alexandre Louzada | 269,8  | -                 |
| 3    | Acadêmicos do Salgueiro               | A Divina Comédia do Carnaval                                 | Renato Lage e Márcia Lage | 269,7  | -                 |
| 4    | Estação Primeira de Mangueira         | Só Com a Ajuda do Santo                                      | Leandro Vieira | 269,6  | -                 |
| 5    | Acadêmicos do Grande Rio              | Ivete do Rio ao Rio                                          | Fábio Ricardo | 269,4  | -                 |
| 6    | Beija-Flor de Nilópolis               | A Virgem dos Lábios de Mel - Iracema                         | Adriane Lins, André Cezari, Bianca Behrends, Brendo Vieira, Cristiano Bara, Fran Sérgio, Gabriel Mello, Laíla, Léo Mídia, Rodrigo Pacheco, Ubiratan Silva e Wladimir Morellembaum | 269,2  | -                 |
| 7    | Imperatriz Leopoldinense              | Xingu, o Clamor Que Vem da Floresta                          | Cahê Rodrigues | 268,5  | -                 |
| 8    | União da Ilha do Governador           | Nzara Ndembu - Glória ao Senhor Tempo                        | Severo Luzardo | 267,8  | -                 |
| 9    | São Clemente                          | Onisuáquimalipanse                                           | Rosa Magalhães | 267,4  | Enredo (29,8 pts) |
| 10   | Unidos de Vila Isabel                 | O Som da Cor                                                 | Alex de Souza | 267,4  | Enredo (29,6 pts) |
| 11   | Unidos da Tijuca                      | Música na Alma, Inspiração de Uma Nação                      | Annik Salmon, Hélcio Paim, Marcus Paulo e Mauro Quintaes | 266,8  | -                 |
| 12   | Paraíso do Tuiuti                     | Carnavaleidoscópio Tropifágico                               | Jack Vasconcelos | 264,6  | -                 |

### Premiações

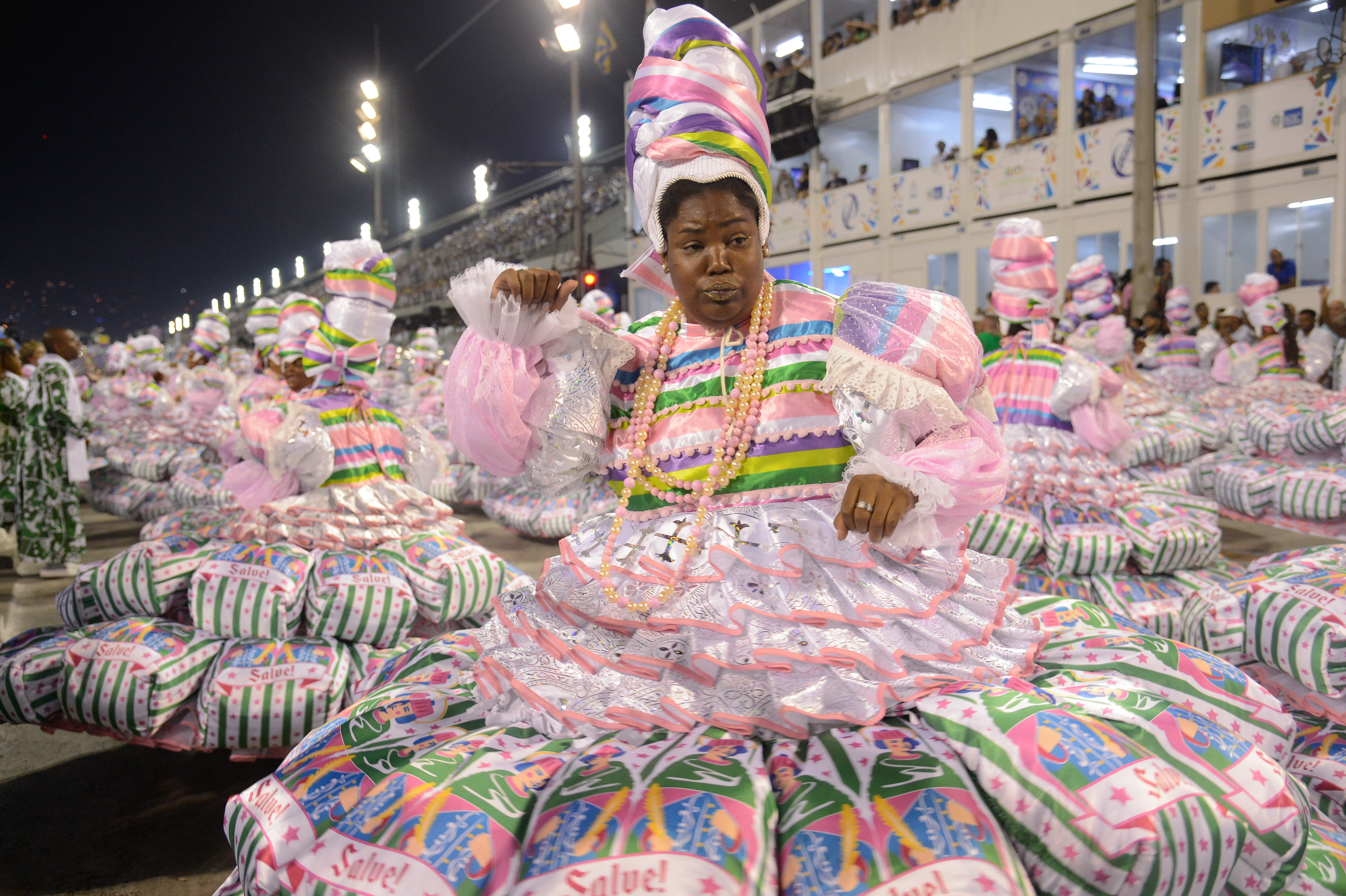
Ala de baianas da Mangueira foi a mais premiada do ano. A Mangueira também recebeu a maioria dos prêmios de melhor escola.

- Quarta colocada no carnaval, a Mangueira recebeu três prêmios de melhor escola.
- O samba da Beija-Flor foi o mais premiado do ano.
- Os enredos mais premiados foram da Mangueira e da Imperatriz Leopoldinense.
- As baterias da Imperatriz Leopoldinense e do Salgueiro foram as mais premiadas.
- O casal de mestre-sala e porta-bandeira mais premiado do ano foi Sidclei Santos e Marcella Alves do Salgueiro.
- Coreografada por Jorge Teixeira e Saulo Finelon, a comissão de frente da Mocidade, onde "Aladim" voava num tapete, recebeu a maioria dos prêmios do ano.
- Tinga, da Unidos da Tijuca, recebeu quase todos os prêmios de melhor intérprete do ano, com exceção do Estandarte de Ouro, que premiou Ito Melodia, da União da Ilha.
- A ala de baianas da Mangueira recebeu a maioria dos prêmios da categoria.
- Alexandre Louzada, da Mocidade, foi o carnavalesco mais premiado do ano.

| Prêmios 2017        | Melhor Escola | Samba-Enredo | Melhor Enredo     | Melhor Bateria | Mestre-Sala e Porta-Bandeira                | Comissão de Frente | Melhor Intérprete           | Melhor Ala de Baianas | Ala de Passistas | Melhor Carnavalesco          | Melhor Harmonia | Melhores Alegorias | Melhores Fantasias |
| ------------------- | ------------- | ------------ | ----------------- | -------------- | ------------------------------------------- | ------------------ | --------------------------- | --------------------- | ---------------- | ---------------------------- | --------------- | ------------------ | ------------------ |
| Estandarte de Ouro  | Mangueira     | Beija-Flor   | São Clemente      | União da Ilha  | Sidclei (Salgueiro) e Verônica (Grande Rio) | União da Ilha      | Ito Melodia (União da Ilha) | Grande Rio            | Salgueiro        | -                            | -               | -                  | -                  |
| Estrela do Carnaval | Mangueira     | Beija-Flor   | Mangueira         | Salgueiro      | Sidclei e Marcella (Salgueiro)              | Mocidade           | Tinga (Unidos da Tijuca)    | Mangueira             | Portela          | Leandro Vieira (Mangueira)   | -               | Beija-Flor         | Mangueira          |
| Gato de Prata       | Mocidade      | Beija-Flor   | Imperatriz        | Imperatriz     | Sidclei e Marcella (Salgueiro)              | União da Ilha      | Tinga (Unidos da Tijuca)    | Mangueira             | -                | Alexandre Louzada (Mocidade) | Portela         | -                  | -                  |
| Prêmio SRzd         | Portela       | Beija-Flor   | -                 | Imperatriz     | Phelipe e Dandara (União da Ilha)           | Mocidade           | Tinga (Unidos da Tijuca)    | Mangueira             | Portela          | Alexandre Louzada (Mocidade) | -               | -                  | -                  |
| S@mba-Net           | Mangueira     | Beija-Flor   | Paraíso do Tuiuti | União da Ilha  | Sidclei e Marcella (Salgueiro)              | Mocidade           | Tinga (Unidos da Tijuca)    | Mangueira             | Portela          | -                            | -               | -                  | -                  |
| Tamborim de Ouro    | Salgueiro     | Salgueiro    | Mangueira         | Mocidade       | Phelipe e Dandara (União da Ilha)           | Mocidade           | Tinga (Unidos da Tijuca)    | Mangueira             | -                | -                            | -               | Imperatriz         | -                  |
| Troféu Sambista     | Portela       | Vila Isabel  | Imperatriz        | Salgueiro      | Thiaguinho e Rafaela (Imperatriz)           | Mocidade           | Tinga (Unidos da Tijuca)    | Paraíso do Tuiuti     | Salgueiro        | -                            | Imperatriz      | -                  | São Clemente       |
| Plumas & Paetês     | -             | Beija-Flor   | -                 | Imperatriz     | -                                           | Mocidade           | -                           | -                     | -                | Alexandre Louzada (Mocidade) | Mangueira       | -                  | -                  |
| Troféu Bateria      | -             | -            | -                 | Salgueiro      | -                                           | -                  | -                           | -                     | -                | -                            | -               | -                  | -                  |

### Desfile das Campeãs
O Desfile das Campeãs foi realizado a partir da noite do sábado, dia 4 de março de 2017, no Sambódromo da Marquês de Sapucaí. As seis primeiras colocadas do Grupo Especial desfilaram seguindo a ordem inversa de classificação. Na data, a Mocidade ainda não havia sido declarada campeã, sendo a penúltima a desfilar. A Portela, até então única campeã, encerrou o desfile.
| Ordem dos desfiles |
| 1. Beija-Flor 2. Acadêmicos do Grande Rio 3. Estação Primeira de Mangueira 4. Acadêmicos do Salgueiro 5. Mocidade Independente de Padre Miguel 6. Portela |

## Série A
O desfile da Série A (segunda divisão) foi organizado pela Liga das Escolas de Samba do Rio de Janeiro e realizado no Sambódromo da Marquês de Sapucaí a partir das 22 horas dos dias 24 e 25 de fevereiro de 2017.
Ordem dos desfiles
Seguindo o regulamento do concurso, a primeira escola a desfilar na sexta-feira de carnaval foi a campeã da Série B do ano anterior (Acadêmicos do Sossego); enquanto a primeira escola a desfilar no sábado de carnaval foi a penúltima colocada da Série A no ano anterior (Acadêmicos da Rocinha). A posição de desfile das demais escolas foi definida através de sorteio realizado no dia 17 de maio de 2016.
| Sexta-feira (24/02/2017) | Sábado (25/02/2017) |
| 1. Acadêmicos do Sossego 2. Alegria da Zona Sul 3. Unidos do Viradouro 4. Império da Tijuca 5. União do Parque Curicica 6. Estácio de Sá 7. Acadêmicos de Santa Cruz | 1. Acadêmicos da Rocinha 2. Acadêmicos do Cubango 3. Inocentes de Belford Roxo 4. Império Serrano 5. Unidos de Padre Miguel 6. Renascer de Jacarepaguá 7. Unidos do Porto da Pedra |

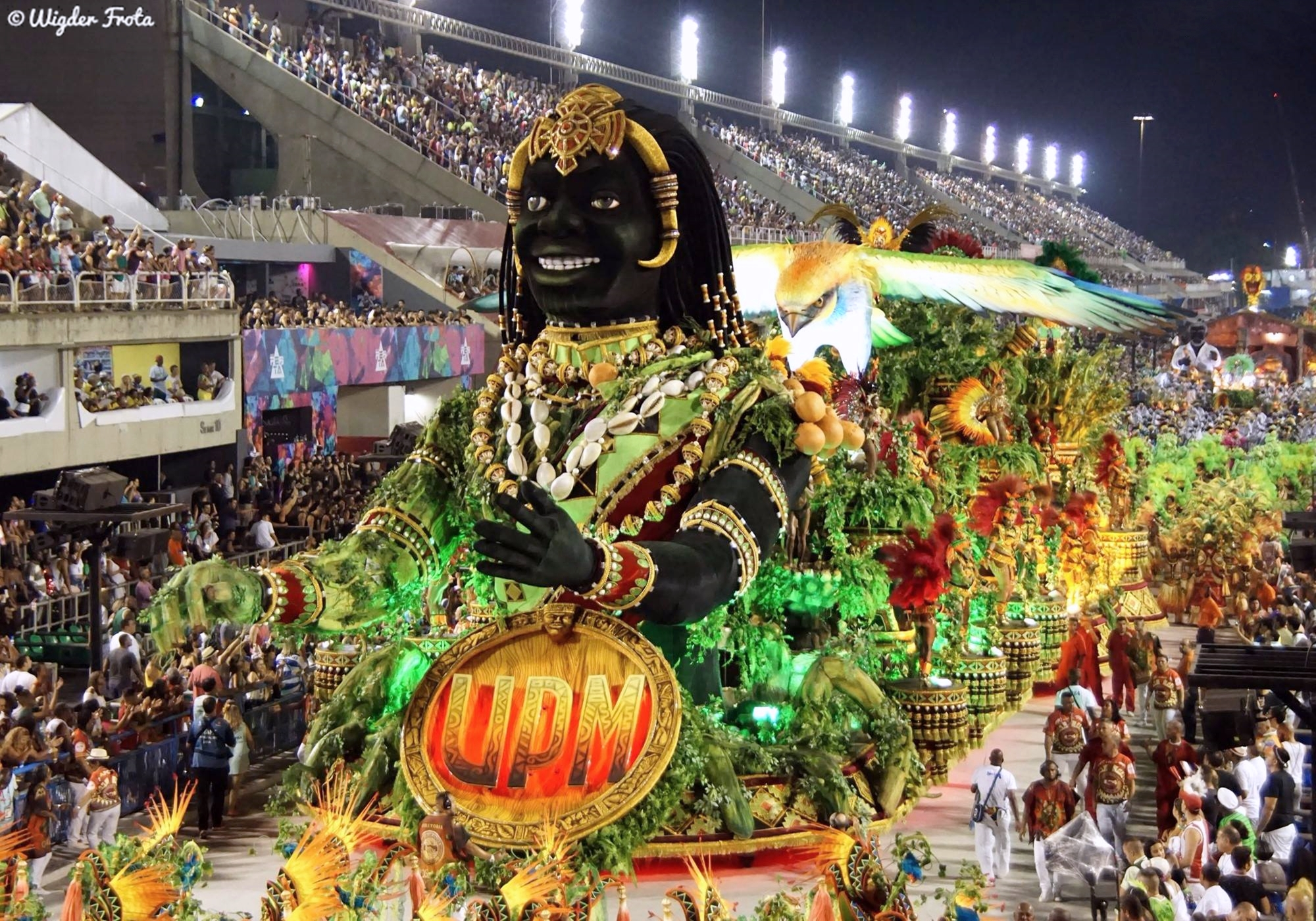
Desfile da UPM em 2017. Escola foi a mais premiada da Série A.

Quesitos e julgadores

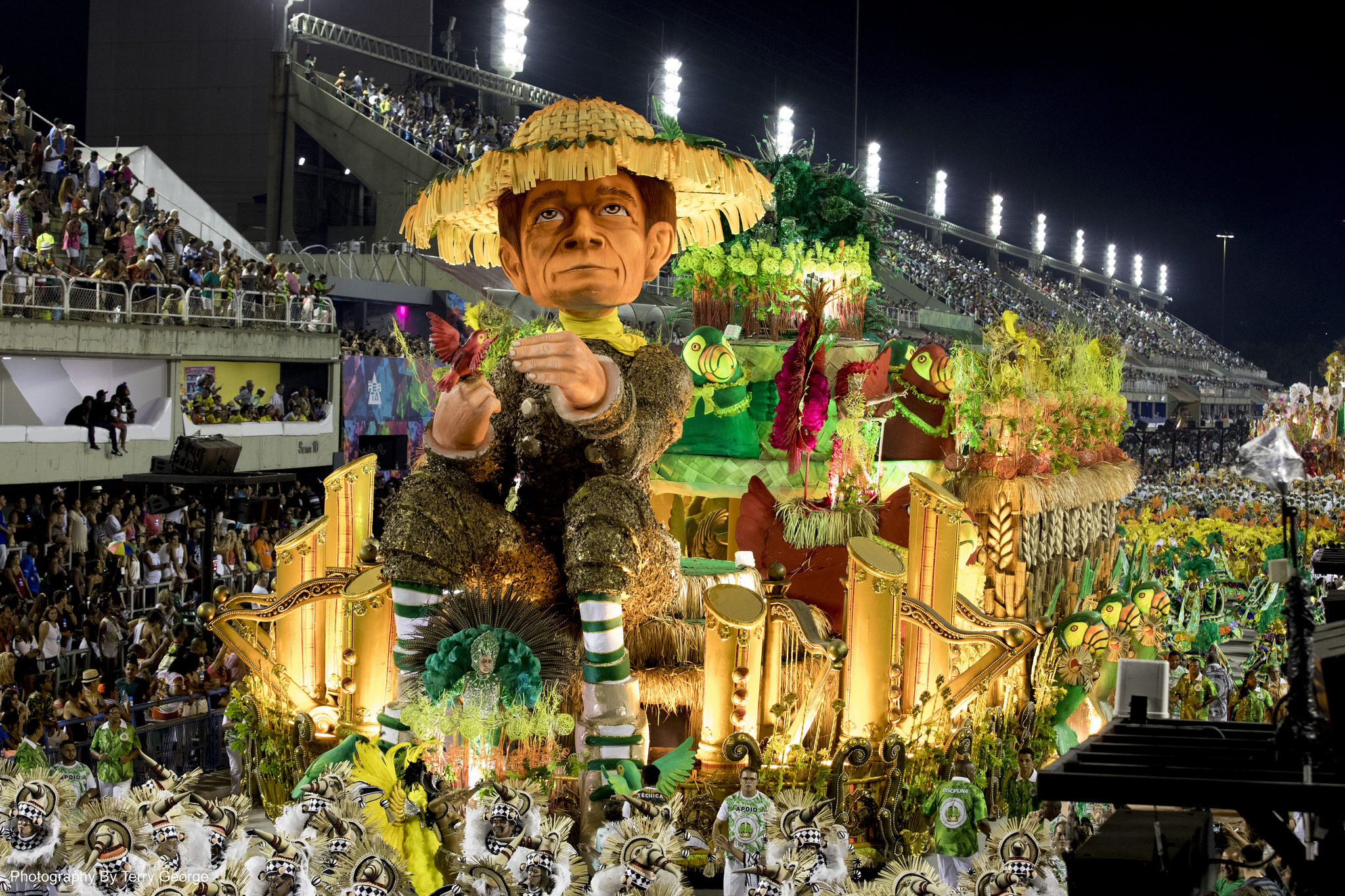
Alegoria do Império Serrano no desfile de 2017. Escola foi a campeã da Série A.

Foram mantidos os nove quesitos de avaliação do ano anterior e a mesma quantidade de julgadores (quatro por quesito). A LIERJ seguiu o método da LIESA de unir os módulos 2 e 3 de julgamento, formando uma cabine dupla no setor 6.
| Quesitos | Quesitos                     | Julgador 1                    | Julgador 2                    | Julgador 3                     | Julgador 4                            |
| Quesitos | Quesitos                     | Entre os setores 03 e 03A     | Setor 6 (cabine dupla)        | Setor 6 (cabine dupla)         | Setor 10                              |
| -------- | ---------------------------- | ----------------------------- | ----------------------------- | ------------------------------ | ------------------------------------- |
|          | Enredo                       | André Camargo                 | Gilmar Oliveira               | Flávio Freire Xavier           | José Mauricio Paula Tavares           |
|          | Fantasias                    | Gustavo Luiz dos Santos Silva | Ana Cristina Marques Peixoto  | Izabel Cristina Caldas         | João Carlos Rodrigues C. de Miranda   |
|          | Alegorias e Adereços         | José Mauricio Rodrigues       | Alexandre Gonçalves           | Ricardo Gomes Lopes            | André Pereira Dias                    |
|          | Mestre-Sala e Porta-Bandeira | Aline Pereira de Lima         | Vera Aragão                   | Andrezza Cunha                 | Marcia Maria Frey Leiros Girão        |
|          | Harmonia                     | Ruy de Oliveira               | Tiago Luiz dos Santos Ribeiro | Leandro Alessandro S. de Souza | Luiz Eduardo Pinto da Rocha Fernandes |
|          | Bateria                      | Edimar Ubirajara              | Oscar “Bolão” Werneck         | Nelson Nunes Pestana           | Luiz Carlos "Meu Bom"                 |
|          | Comissão de Frente           | Sandro Farias de Sousa        | Irene Orazem                  | Diego de A. Alves Moreira      | Ruidglan Barros de Souza              |
|          | Evolução                     | Malu Cotrim                   | Carlos Antônio Vieira Fraga   | Paulo Melgaço                  | Fábio Canejo                          |
|          | Samba-Enredo                 | André Gimenes                 | Marcos Vinicius Monteiro      | Renato Vazquez                 | Lilia Gutman Paranhos                 |

### Classificação

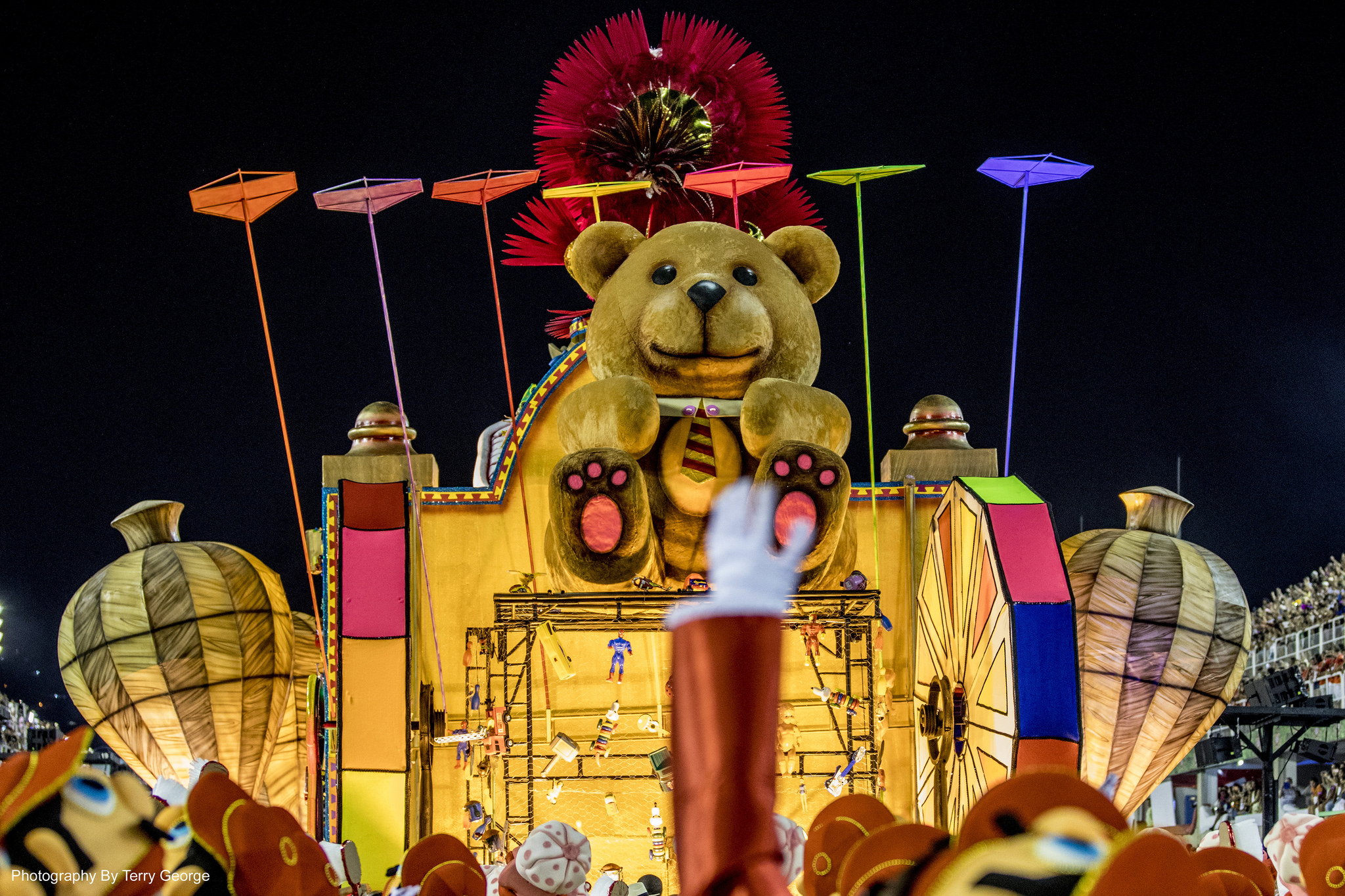
Desfile da Viradouro em 2017. Escola de Niterói foi vice-campeã da Série A.

Império Serrano foi campeão com um desfile sobre a obra do poeta brasileiro Manoel de Barros, morto em 2014. Este foi o quarto título do Império na segunda divisão. Com a vitória, a escola garantiu seu retorno ao Grupo Especial, de onde estava afastada desde 2009. Unidos do Viradouro foi a vice-campeã com um desfile sobre a infância. Terceira colocada, a Estácio de Sá homenageou o cantor Gonzaguinha, morto em 1991. Com uma apresentação sobre o orixá Oçânhim, a Unidos de Padre Miguel obteve o quarto lugar. O desfile ficou marcado pela queda da primeira porta-bandeira, Jéssica Ferreira, enquanto finalizava sua apresentação para a cabine dupla de avaliação. Jéssica foi levada ao hospital onde foi diagnosticada uma entorse no joelho. A segunda porta-bandeira da escola, Cássia Maria, substituiu Jéssica no último módulo de julgamento. Com o incidente, a Unidos perdeu nove décimos no quesito, o que lhe tirou a chance de título.
Unidos do Porto da Pedra foi a quinta colocada com um desfile sobre marchinhas de carnaval. Sexta colocada, a Acadêmicos da Rocinha homenageou o carnavalesco Viriato Ferreira, morto em 1992. Com um desfile sobre o profeta São João Batista, o Império da Tijuca se classificou em sétimo lugar. Acadêmicos do Cubango foi a oitava colocada homenageando o cantor e compositor João Nogueira, morto em 2000. Nona colocada, a Inocentes de Belford Roxo realizou um desfile sobre os vilões das histórias. Renascer de Jacarepaguá foi a décima colocada com um desfile sobre Carolina Maria de Jesus (o papel) e João Cândido (o mar). Campeã da Série B do ano anterior, a Acadêmicos do Sossego obteve o décimo primeiro lugar homenageando Zezé Motta. A atriz participou do desfile. Com um desfile sobre a literatura infantil, a Acadêmicos de Santa Cruz se classificou em décimo segundo lugar. Penúltima colocada, a Alegria da Zona Sul homenageou Beth Carvalho. A cantora participou do desfile. Após cinco carnavais consecutivos na Série A, União do Parque Curicica foi rebaixada para a terceira divisão. Última colocada, a escola realizou um desfile sobre lembranças de décadas passadas.
| Legenda: Promovido ao Grupo Especial Rebaixada para a Série B |

| Col. | Escola                    | Enredo                                                                                             | Carnavalesco(a)                                      | Pontos |
| ---- | ------------------------- | -------------------------------------------------------------------------------------------------- | ---------------------------------------------------- | ------ |
| 1    | Império Serrano           | Meu Quintal É Maior do que o Mundo                                                                 | Marcus Ferreira                                      | 269,8  |
| 2    | Unidos do Viradouro       | E Todo Menino É Um Rei...                                                                          | Jorge Silveira                                       | 269,3  |
| 3    | Estácio de Sá             | É! O Moleque Desceu o São Carlos, Pegou um Sonho e Partiu com a Estácio!                           | Chico Spinoza e Tarcísio Zanon                       | 269,1  |
| 4    | Unidos de Padre Miguel    | Ossaim: O Poder da Cura                                                                            | Edson Pereira                                        | 268,9  |
| 5    | Unidos do Porto da Pedra  | Ó Abre-alas que as Marchinhas Vão Passar! Porto da Pedra é Quem Vai Ganhar… Seu Coração!           | Jaime Cezário                                        | 268,2  |
| 6    | Acadêmicos da Rocinha     | No Saçarico da Marquês, Tem Mais um Freguês: Viriato Ferreira                                      | João Vitor Araújo                                    | 266,6  |
| 7    | Império da Tijuca         | O Último dos Profetas                                                                              | Júnior Pernambucano                                  | 266,3  |
| 8    | Acadêmicos do Cubango     | Versando Nogueira nos Cem Anos do Ritmo Que É Nó na Madeira                                        | Lúcio Sampaio                                        | 265,6  |
| 9    | Inocentes de Belford Roxo | Os Vilões - O Verso do Inverso                                                                     | Wagner Gonçalves                                     | 265,2  |
| 10   | Renascer de Jacarepaguá   | O Papel e o Mar                                                                                    | Alexandre Rangel e Raphael Torres                    | 265,1  |
| 11   | Acadêmicos do Sossego     | Zezé Motta - A Deusa de Ébano                                                                      | Márcio Puluker                                       | 264,5  |
| 12   | Acadêmicos de Santa Cruz  | Vou Levar Somente o Que Couber no Bolso e no Coração... Uma Viagem de Sabedoria Além da Imaginação | Lane Santana, Munir Nicolau e Wladimir Morellembaumm | 264,2  |
| 13   | Alegria da Zona Sul       | Vou Festejar… Com Beth Carvalho, a Madrinha do Samba                                               | Marco Antônio Falleiros                              | 263,2  |
| 14   | União do Parque Curicica  | O Importante É Ser Feliz e Mais Nada                                                               | Leandro Mourão e Vitor Mourão                        | 260,6  |

### Premiações
- Mesmo enfrentando problemas em seu desfile, a Unidos de Padre Miguel recebeu cinco prêmios de melhor escola.
- Campeão da Série A, o Império Serrano recebeu quatro premiações de melhor escola.
- Vencedor de quatro prêmios, o enredo da Renascer de Jacarepaguá foi o mais premiado do ano.
- O samba-enredo da Unidos de Padre Miguel recebeu três premiações.
- A bateria Sinfônica do Samba, do Império Serrano, comandada por Mestre Gilmar, foi a mais premiada da Série A.
- A comissão de frente mais premiada foi da Estácio de Sá, coreografada por Márcio Moura.
- Zé Paulo Sierra, da Viradouro, recebeu a maioria dos prêmios de melhor intérprete.

| Prêmios 2017             | Melhor Escola       | Samba-Enredo        | Melhor Enredo   | Melhor Bateria  | Mestre-Sala e Porta-Bandeira           | Comissão de Frente  | Melhor Intérprete           | Melhor Ala de Baianas | Ala de Passistas | Melhor Carnavalesco  | Melhor Harmonia | Melhores Alegorias     | Melhores Fantasias     |
| ------------------------ | ------------------- | ------------------- | --------------- | --------------- | -------------------------------------- | ------------------- | --------------------------- | --------------------- | ---------------- | -------------------- | --------------- | ---------------------- | ---------------------- |
| Estandarte de Ouro       | Unidos de P. Miguel | Unidos de P. Miguel | -               | -               | -                                      | -                   | -                           | -                     | -                | -                    | -               | -                      | -                      |
| Estrela do Carnaval      | Império Serrano     | Unidos de P. Miguel | -               | Império Serrano | Marlon e Lucinha (Porto da Pedra)      | Estácio de Sá       | Zé Paulo (Viradouro)        | Unidos de P. Miguel   | -                | -                    | -               | Unidos de Padre Miguel | Unidos de Padre Miguel |
| Gato de Prata            | Unidos de P. Miguel | Império Serrano     | -               | Império Serrano | Peixinho e Jaçanã (Inocentes )         | Unidos de P. Miguel | M. Art'Samba (Imp. Serrano) | Estácio de Sá         | Porto da Pedra   | -                    | -               | -                      | -                      |
| Prêmio SRzd              | Unidos de P. Miguel | Renascer            | -               | Renascer        | José Roberto e Alcione (Estácio)       | Estácio de Sá       | Zé Paulo (Viradouro)        | Cubango               | Viradouro        | João Vitor (Rocinha) | -               | -                      | -                      |
| S@mba-Net                | Unidos de P. Miguel | Renascer            | Rocinha         | Cubango         | Diego e Jackeline (Cubango)            | Estácio de Sá       | M. Art'Samba (Imp. Serrano) | Estácio de Sá         | Porto da Pedra   | -                    | -               | Unidos de P. Miguel    | Rocinha                |
| Tamborim de Ouro         | Império Serrano     | -                   | -               | -               | -                                      | -                   | -                           | -                     | -                | -                    | -               | -                      | -                      |
| Troféu Nota 10           | Império Serrano     | Renascer            | -               | Estácio de Sá   | -                                      | Unidos de P. Miguel | Zé Paulo (Viradouro)        | -                     | -                | -                    | -               | -                      | -                      |
| Troféu Sambista          | Unidos de P. Miguel | Unidos de P. Miguel | Império Serrano | Viradouro       | Feliciano e Raphaela (Império Serrano) | Estácio de Sá       | Zé Paulo (Viradouro)        | Viradouro             | Império Serrano  | -                    | Império Serrano | -                      | Rocinha                |
| Troféu Explosão in Samba | Império Serrano     | Sossego             | -               | -               | -                                      | -                   | -                           | -                     | -                | -                    | -               | -                      | -                      |
| Plumas & Paetês          | -                   | Renascer            | -               | Império Serrano | -                                      | Cubango             | -                           | -                     | -                | Edson Pereira (UPM)  | Rocinha         | -                      | -                      |
| Troféu Bateria           | -                   | -                   | -               | Cubango         | -                                      | -                   | -                           | -                     | -                | -                    | -               | -                      | -                      |

## Série B
O desfile da Série B (terceira divisão) foi organizado pela Liga Independente das Escolas de Samba do Brasil e realizado na Estrada Intendente Magalhães, a partir das 20 horas da terça-feira, dia 28 de fevereiro de 2017.
| Ordem dos desfiles |
| 1. Vizinha Faladeira 2. Caprichosos de Pilares 3. Unidos do Jacarezinho 4. Unidos do Cabuçu 5. Acadêmicos do Engenho da Rainha 6. Tradição 7. Unidos da Ponte 8. Leão de Nova Iguaçu 9. Favo de Acari 10. Em Cima da Hora 11. Mocidade Unida do Santa Marta 12. Arame de Ricardo 13. Unidos de Bangu |

Quesitos e julgadores
Foram mantidos os nove quesitos de avaliação do ano anterior e a mesma quantidade de julgadores (quatro por quesito).
| Quesitos | Quesitos                     | Julgador 1       | Julgador 2        | Julgador 3                  | Julgador 4             |
| -------- | ---------------------------- | ---------------- | ----------------- | --------------------------- | ---------------------- |
|          | Mestre-Sala e Porta-Bandeira | Erick Meireles   | Maiara Machado    | Cláudia Valéria de Oliveira | Simone Gomes           |
|          | Comissão de Frente           | Alex Rocha       | Fabiana Neves     | Rosa Pereira                | Fernando Machado Gomes |
|          | Fantasias                    | Maria Dalva      | Renato Costa      | Lúcio Orlando               | Isaura Alvarez         |
|          | Alegorias e Adereços         | Ruan Santos      | Natália Rodrigues | Carla Maria Mendonça Alves  | Mariana Santos         |
|          | Enredo                       | Viviane Honorato | Rafael dos Santos | Naiara Rodrigues            | Bárbara Passos         |
|          | Evolução                     | Matheus Vicente  | Jeferson Alves    | Márcia dos Santos           | Ioná Pontes            |
|          | Harmonia                     | Cristina Reis    | Luciana Azevedo   | Camila Mendonça             | Rosana Santos          |
|          | Samba-Enredo                 | Tânia Cristina   | Aristóteles Neto  | Leandro Lima                | Wallace Soares         |
|          | Bateria                      | Anderson Souza   | Ícaro Domingues   | Wallace da Silva            | Felipe de Freitas      |

### Classificação
Unidos de Bangu foi campeã com um décimo de diferença para a Unidos do Cabuçu. A escola realizou um desfile obre o fogo. Com a vitória, Bangu garantiu seu retorno à Série A, de onde estava afastada desde 2015.
| Legenda: Promovida à Série A Rebaixadas para a Série C |

| Col. | Escola                          | Enredo                                                                               | Carnavalesco(a)                   | Pontos |
| ---- | ------------------------------- | ------------------------------------------------------------------------------------ | --------------------------------- | ------ |
| 1    | Unidos de Bangu                 | Onde Há Fumaça, Há Fogo!                                                             | Guilherme Diniz e Rodrigo Marques | 269,1  |
| 2    | Unidos do Cabuçu                | Domingo Menino Dominguinhos                                                          | João Vitor Araújo                 | 269    |
| 3    | Tradição                        | O Lago dos Cisnes                                                                    | Leandro Valente                   | 268,9  |
| 4    | Arame de Ricardo                | Ora, Pois… Hoje o Banquete É Real                                                    | Ney Junior                        | 268,8  |
| 5    | Em Cima da Hora                 | Maria, Nossa Mãe Aparecida: 300 Anos de Bençãos!                                     | Alexandre Rangel e Raphael Torres | 268,7  |
| 6    | Acadêmicos do Engenho da Rainha | Zé Keti... A Voz do Morro Sou Eu Mesmo sim Senhor                                    | Diangelo Fernandes                | 268,6  |
| 7    | Vizinha Faladeira               | A Última do Português a Que nem Camões Contaria...                                   | Jean Rodrigues                    | 268,5  |
| 8    | Unidos da Ponte                 | Roberto Ribeiro, o Menino Rei                                                        | André Wonder                      | 268,4  |
| 9    | Unidos do Jacarezinho           | O Dia em Que o Jacaré Comeu a Noite                                                  | Eduardo Gonçalves                 | 268,2  |
| 10   | Leão de Nova Iguaçu             | llê Axé Opô Afonjá - O Rei Está na Terra                                             | Cid Carvalho                      | 267,7  |
| 11   | Caprichosos de Pilares          | Não Deu pra Mudar o Começo, mas Vamos Mudar o Final                                  | Luiz Fernando Reis                | 266,2  |
| 12   | Favo de Acari                   | O Samba não Tem Fronteiras, o Favo de Acari Conta a História dos Bambas da Mangueira | Eduardo Júnior e Nelson Costa     | 265,3  |
| 13   | Mocidade Unida do Santa Marta   | Bip Bip, Um Bar a Serviço da Alegria. Lá Onde o Samba Está em Casa!                  | Saulo Saúde                       | 262,1  |

### Premiações
Terceira colocada, a Tradição recebeu a maioria dos prêmios de melhor escola.
| Prêmios 2017             | Melhor Escola    | Samba-Enredo           | Melhor Enredo       | Melhor Bateria      | Mestre-Sala e Porta-Bandeira             | Comissão de Frente  | Melhor Intérprete                                 | Melhor Ala de Baianas | Ala de Passistas       | Melhor Harmonia                 | Melhores Alegorias | Melhores Fantasias  |
| ------------------------ | ---------------- | ---------------------- | ------------------- | ------------------- | ---------------------------------------- | ------------------- | ------------------------------------------------- | --------------------- | ---------------------- | ------------------------------- | ------------------ | ------------------- |
| Brilho da Série B        | Unidos de Bangu  | Unidos de Bangu        | -                   | Tradição            | Yuri e Bruna (Unidos de Bangu)           | Unidos de Bangu     | Tem-Tem Jr. (Arame de Ricardo)                    | Tradição              | -                      | -                               | Unidos de Bangu    | Vizinha Faladeira   |
| Prêmio Samba na Veia     | Tradição         | Engenho da Rainha      | Arame de Ricardo    | Tradição            | Diego e Mônica (Engenho da Rainha)       | Tradição            | Tem-Tem Jr. (Arame) e Anderson Bala (Caprichosos) | Unidos de Bangu       | Caprichosos de Pilares | Jacarezinho e Vizinha Faladeira | Vizinha Faladeira  | Tradição            |
| Prêmio Ziriguidum        | Unidos de Bangu  | Caprichosos de Pilares | Leão de Nova Iguaçu | Leão de Nova Iguaçu | Leonardo e Amandah (Leão de Nova Iguaçu) | Leão de Nova Iguaçu | Niu Souza (Unidos de Bangu)                       | Jacarezinho           | Engenho da Rainha      | Arame de Ricardo                | Unidos de Bangu    | Leão de Nova Iguaçu |
| Troféu Explosão in Samba | Arame de Ricardo | Tradição               | -                   | Favo de Acari       | Leonardo e Amandah (Leão de Nova Iguaçu) | Unidos de Bangu     | Tem-Tem Jr. (Arame de Ricardo)                    | -                     | Vizinha Faladeira      | -                               | -                  | -                   |
| Troféu Sambista          | Tradição         | Engenho da Rainha      | -                   | Engenho da Rainha   | Roberto e Alana (Arame de Ricardo)       | Vizinha Faladeira   | Tuninho Júnior (Cabuçu)                           | -                     | -                      | -                               | -                  | Jacarezinho         |
| Prêmio SRzd              | Tradição         | Unidos de Bangu        | -                   | -                   | -                                        | -                   | -                                                 | -                     | -                      | -                               | -                  | -                   |
| S@mba-Net                | Tradição         | Unidos do Cabuçu       | -                   | -                   | -                                        | -                   | -                                                 | -                     | -                      | -                               | -                  | -                   |

## Série C
O desfile da Série C (quarta divisão) foi realizado na Estrada Intendente Magalhães, a partir das 20 horas da segunda-feira, dia 27 de fevereiro de 2017. As Séries C, D e E passaram para o controle da LIESB, que também organiza a Série B. No ano anterior, os desfiles das três últimas divisões foram organizados pela Associação Cultural Samba É Nosso (ACSN), mas a entidade foi extinta após a morte de seu presidente, Marcos Falcon, em 26 de setembro de 2016.
| Ordem dos desfiles |
| 1. Unidos da Vila Kennedy 2. Arranco 3. União de Jacarepaguá 4. Boca de Siri 5. Arrastão de Cascadura 6. Lins Imperial 7. Unidos das Vargens 8. Acadêmicos de Vigário Geral 9. União de Maricá 10. Flor da Mina do Andaraí 11. Coroado de Jacarepaguá 12. Unidos da Vila Santa Tereza 13. Sereno de Campo Grande 14. Unidos de Lucas |

Quesitos e julgadores
Foram mantidos os nove quesitos de avaliação do ano anterior e a mesma quantidade de julgadores (quatro por quesito).
| Quesitos | Quesitos                     | Julgador 1             | Julgador 2        | Julgador 3                  | Julgador 4     |
| -------- | ---------------------------- | ---------------------- | ----------------- | --------------------------- | -------------- |
|          | Mestre-Sala e Porta-Bandeira | Erick Meireles         | Maiara Machado    | Cláudia Valéria de Oliveira | Simone Gomes   |
|          | Comissão de Frente           | Fernando Machado Gomes | Alex Rocha        | Fabiana Neves               | Rosa Pereira   |
|          | Fantasias                    | Maria Dalva            | Fernando Costa    | Lúcio Orlando               | Isaura Alvarez |
|          | Alegorias e Adereços         | Ruan Santos            | Natália Rodrigues | Carla Maria Mendonça Alves  | Mariana Santos |
|          | Enredo                       | Viviane Honorato       | Rafael dos Santos | Naiara Rodrigues            | Bárbara Passos |
|          | Evolução                     | Matheus Vicente        | Jeferson Alves    | Márcia dos Santos           | Ioná Pontes    |
|          | Harmonia                     | Cristina Reis          | Luciana Azevedo   | Camila Mendonça             | Rosana Santos  |
|          | Samba-Enredo                 | Tânia Cristina         | Aristóteles Neto  | Leandro Lima                | Wallace Soares |
|          | Bateria                      | Anderson Souza         | Ícaro Domingues   | Wallace da Silva            | Felipe Freitas |

### Classificação
Unidos das Vargens foi campeã com três décimos de diferença para a Lins Imperial. Com a vitória, a Vargens garantiu seu retorno à Série B, de onde foi rebaixada no ano anterior. Lins Imperial e Acadêmicos de Vigário Geral também foram promovidas à terceira divisão.
| Legenda: Promovidas à Série B Rebaixadas para a Série D |

| Col. | Escola                      | Enredo                                                                                                 | Carnavalesco(a)                                | Pontos | Desempate          |
| ---- | --------------------------- | --- | ---------------------------------------------- | ------ | ------------------ |
| 1    | Unidos das Vargens          | Terra, Água, Fogo e Ar - Uma Explosão de Vida                                                          | Lane Santana                                   | 269,4  | Samba (30 pts)     |
| 2    | Lins Imperial               | O Monarco do Samba                                                                                     | Eduardo Minucci, Flavio Mello e Thiago Ribeiro | 269,4  | Samba (29,7 pts)   |
| 3    | Acadêmicos de Vigário Geral | Contos do Vigário - Nasce um Trouxa a Cada Minuto                                                      | Alexandre Costa, Lino Salles e Marcus do Val   | 269,2  | Bateria (30 pts)   |
| 4    | Unidos de Lucas             | Uma Viagem ao Coração do Rio!                                                                          | Walter Guilherme                               | 269,2  | Bateria (29,9 pts) |
| 5    | Boca de Siri                | Brincar Carnaval É…                                                                                    | Valério Guidinelle                             | 269    | -                  |
| 6    | Arranco                     | Arranco Apresenta: Regina Celi e Salgueiro - Uma História de Amor Sem Ponto Final                      | Julio Cesar Farias                             | 268,9  | -                  |
| 7    | Sereno de Campo Grande      | Com Muito Calor Humano, o Sereno é Suburbano!                                                          | André Miranda e Wagner Araújo                  | 268,8  | Samba (30 pts)     |
| 8    | Unidos da Vila Santa Tereza | Abracadabra                                                                                            | Plínio Santos                                  | 268,8  | Samba (29,9 pts)   |
| 9    | União de Maricá             | Mistérios da Meia-Noite                                                                                | Renato Figueiredo                              | 268,5  | -                  |
| 10   | Unidos da Vila Kennedy      | A Vila Kennedy Canta Ilú Ayê ao Brasil da Liberdade                                                    | Claúdio Fontes                                 | 268,4  | -                  |
| 11   | União de Jacarepaguá        | Os Retornantes                                                                                         | Jorge Caribé                                   | 268,3  | -                  |
| 12   | Coroado de Jacarepaguá      | África Religiões de Lá pra Cá                                                                          | Wellington Silva                               | 266,6  | -                  |
| 13   | Arrastão de Cascadura       | #Guerreiros                                                                                            | Daniel Ghanem                                  | 266,4  | -                  |
| 14   | Flor da Mina do Andaraí     | Mães do Brasil... Histórias de Luta, Esperança e Amor... Na Passarela do Carnaval a Vocês... Uma Flor! | Clóvis Costha                                  | 266,1  | -                  |

## Série D
O desfile da Série D (quinta divisão) foi organizado pela LIESB e realizado na Estrada Intendente Magalhães, a partir das 20 horas do domingo, dia 26 de fevereiro de 2017.
| Ordem dos desfiles |
| 1. Alegria do Vilar 2. Acadêmicos do Dendê 3. Unidos da Villa Rica 4. Mocidade Unida da Cidade de Deus 5. Chatuba de Mesquita 6. Rosa de Ouro 7. Unidos de Manguinhos 8. Mocidade Independente de Inhaúma 9. Nação Insulana 10. Império da Uva 11. Difícil É o Nome 12. Tupy de Brás de Pina 13. Unidos de Cosmos 14. Acadêmicos da Abolição |

Quesitos e julgadores
Foram mantidos os nove quesitos de avaliação do ano anterior e a mesma quantidade de julgadores (quatro por quesito).
| Quesitos | Quesitos                     | Julgador 1       | Julgador 2             | Julgador 3                  | Julgador 4           |
| -------- | ---------------------------- | ---------------- | ---------------------- | --------------------------- | -------------------- |
|          | Mestre-Sala e Porta-Bandeira | Erick Meireles   | Maiara Machado         | Cláudia Valéria de Oliveira | Simone Gomes         |
|          | Comissão de Frente           | Alex Rocha       | Fernando Machado Gomes | Fabiana Neves               | Rosa Maria Rodrigues |
|          | Fantasias                    | Maria Dalva      | Renato Costa           | Lúcio Orlando               | Isaura Alvarez       |
|          | Alegorias e Adereços         | Ruan Santos      | Natália Rodrigues      | Carla Maria Mendonça Alves  | Mariana Santos       |
|          | Enredo                       | Viviane Honorato | Rafael dos Santos      | Naiara Rodrigues            | Bárbara Passos       |
|          | Evolução                     | Matheus Vicente  | Jeferson Alves         | Márcia dos Santos           | Ioná Pontes          |
|          | Harmonia                     | Cristina Reis    | Luciana Azevedo        | Camila Mendonça             | Rosana Santos        |
|          | Samba-Enredo                 | Tânia Cristina   | Aristóteles Neto       | Leandro Lima                | Wallace Soares       |
|          | Bateria                      | Anderson Souza   | Ícaro Domingues        | Wallace da Silva            | Felipe Freitas       |

### Classificação
Império da Uva foi campeão com dois décimos diferença para a Rosa de Ouro. Com a vitória, o Império garantiu sua promoção inédita à quarta divisão. Rosa de Ouro e Difícil É o Nome também foram promovidas à Série C.
| Legenda: Promovidas à Série C Rebaixadas para a Série E |

| Col.                                        | Escola                           | Enredo                                                                                       | Carnavalesco(a)                                                                                                  | Pontos | Desempate          |
| ------------------------------------------- | -------------------------------- | -------------------------------------------------------------------------------------------- | --- | ------ | ------------------ |
| 1                                           | Império da Uva                   | Brasil Africano: O Canto dos Silenciados                                                     | Miro Freitas | 269,4  | -                  |
| 2                                           | Rosa de Ouro                     | Uma Grande Viagem ao Reino Encantado da Imaginação                                           | André Tabuquine                                                                                                  | 269,2  | -                  |
| 3                                           | Difícil É o Nome                 | Difícil É não Amar! Quadrilha do Sampaio - 60 Anos de História na Cultura Popular            | Sandro Gomes | 268,9  | -                  |
| 4                                           | Chatuba de Mesquita              | O Bobo na Corte do Carnaval                                                                  | Sérgio Falcão | 268,5  | -                  |
| 5                                           | Mocidade Independente de Inhaúma | Conto de Fadas                                                                               | Flavio Lins | 268,2  | -                  |
| 6                                           | Alegria do Vilar                 | Sinfonia Poética Daqueles que não Se Deixaram Escravizar (Confederação dos Tamoios)          | Ricardo Paulino                                                                                                  | 267,6  | -                  |
| 7                                           | Unidos de Cosmos                 | Ao Mestre com Carinho                                                                        | Eduardo Gomes | 267,5  | -                  |
| 8                                           | Tupy de Brás de Pina             | O Dom de Wilson das Neves                                                                    | Karla Casagrande, Márcio Portela, Wal Magalhães, Meliza Palma, Marcos Casagrande, Kelly Nascimento e Nina Bastos | 267,3  | -                  |
| 9                                           | Unidos da Villa Rica             | Amazônia, o Coração do Brasil                                                                | Juniel Dias | 266,9  | -                  |
| 10                                          | Acadêmicos da Abolição           | Oxóssi, o Caçador                                                                            | Fabio Molhada e Victor Angelo                                                                                    | 266,6  | Bateria (30 pts)   |
| 11                                          | Unidos de Manguinhos             | GRES Unidos de Manguinhos Apresenta… No Só Para Quem Pode, Boêmios e Periquitos da Mangueira | Tarcísio Zanon                                                                                                   | 266,6  | Bateria (29,8 pts) |
| 12                                          | Acadêmicos do Dendê              | Viagem Fantástica na Arca do Poetinha                                                        | Guilherme Alexandre                                                                                              | 266,5  | -                  |
| 13                                          | Nação Insulana                   | Nas Asas da Águia, o Orgulho de uma Nação                                                    | Edson Siqueira                                                                                                   | 264,4  | -                  |
| 14                                          | Mocidade Unida da Cidade de Deus | Da Avenida Central à Rio Branco do Carnaval                                                  | Guto Carrilho | 263,5  | -                  |
| Matriz de São João de Meriti (Não desfilou) |                                  |                                                                                              | |        |                    |

## Série E
O desfile da Série E (sexta divisão) foi organizado pela LIESB e realizado na Estrada Intendente Magalhães, a partir das 18 horas do sábado, dia 04 de março de 2017.
| Ordem dos desfiles |
| 1. Feitiço do Rio 2. Corações Unidos do Amarelinho 3. Unidos do Salgueiro 4. Acadêmicos do Jardim Bangu 5. Unidos do Cabral 6. Embalo Carioca 7. Gato de Bonsucesso 8. Império Ricardense 9. Chora na Rampa 10. Colibri de Mesquita 11. Boêmios de Inhaúma 12. Acadêmicos de Pilares 13. Delírio da Zona Oeste 14. Acadêmicos de Madureira 15. Boi da Ilha do Governador |

### Classificação
Império Ricardense foi campeão com dois décimos de diferença para os Acadêmicos de Madureira. Este foi o segundo carnaval do Império Ricardense. No ano anterior, a escola conquistou o terceiro lugar no mesmo grupo. Acadêmicos de Madureira e Corações Unidos do Amarelinho também foram promovidas à Série D. As últimas colocadas foram suspensas de desfilar no ano seguinte. As escolas Bohêmios da Cinelândia, Império da Zona Oeste, Mocidade de Vicente de Carvalho e Unidos da Costa Verde não se apresentaram para o desfile e também foram suspensas.
| Legenda: Promovidas à Série D Suspensas * Sem informação disponível |

| Col. | Escola                        | Enredo | Carnavalesco(a) | Pontos |
| --- | ----------------------------- | --- | --- | ------ |
| 1 | Império Ricardense            | La Ultima Noche de Carnaval                                                                                                 | Arilton Smith e Fabio Giampietro                                                                                                   | 169,7  |
| 2 | Acadêmicos de Madureira       | Se É Feriado Aqui, Eu Pulo pro Lado de Lá. Região dos Lagos, Melhor Lugar não Há!!!                                         | Noan Hilton | 169,5  |
| 3 | Corações Unidos do Amarelinho | Nas Histórias dos Antigos Carnavais da Vovó, Vista sua Fantasia e Caia na Folia                                             | Sidney Rocha | 169,4  |
| 4 | Acadêmicos do Jardim Bangu    | No Jardim das Quatro Luas, Reluz o Machado de Xangô                                                                         | Tom Santos | 169,2  |
| 5 | Gato de Bonsucesso            | A Opereta de um Boi em Festa                                                                                                | Marcos Salles | 168,6  |
| 6 | Boêmios de Inhaúma            | Agosto de Todos os Gostos e Crenças                                                                                         | Clebson Prates | 167,9  |
| 7 | Feitiço do Rio                | É Um Barato o Feitiço do Chacrinha                                                                                          | Daniel Guimarães, Renata Bulcão e Thiago Santos                                                                                    | 167,6  |
| 8 | Colibri de Mesquita           | A Cachaça, Fonte de Inspiração, Poesia, Samba, Alegria e Encanto… Colibri Convida para a Viagem nesse Universo de Sonhos!!! | Daniele Amorim, Marina de Oliveira, Salomão Moura e Sandra Rosa                                                                    | 167,5  |
| 9 | Boi da Ilha do Governador     | Tanto Riso, Oh, Quanta... São 50 Anos de Máscara Negra                                                                      | Hernâne Siqueira | 167,1  |
| 10 | Embalo Carioca                | Império Serrano - 70 Anos de Glórias                                                                                        | Charles Braga, Diogo Porthella, Gabriel de Souza, Helder Gomes Lyra, Paulo Zimmer, Saintclair Cunha, Thiago Amorim e Vinicius Carr | 166,4  |
| 11 | Delírio da Zona Oeste         | Delirando com Saudade dos Antigos Carnavais                                                                                 | Jônatas Bharbosa | 165,9  |
| 12 | Chora na Rampa                | Nordeste...Os Encantos de Um Povo Festeiro                                                                                  | Renato Rosa | 165,5  |
| 13 | Unidos do Cabral              | Somos Todos Aparecida... Simbologia, Devoção e Fé                                                                           | Leonardo Soares | 165,2  |
| 14 | Unidos do Salgueiro           | Copacabana, a Princesinha do Mar                                                                                            | * | 163,3  |
| 15 | Acadêmicos de Pilares         | Vamos Falar de Jorginho Moreira                                                                                             | Orlando Júnior | 152,9  |
| Bohêmios da Cinelândia; Império da Zona Oeste; Mocidade de Vicente de Carvalho; e Unidos da Costa Verde não desfilaram |                               | | |        |

## Escolas mirins
O desfile das escolas mirins foi organizado pela Associação das Escolas de Samba Mirins do Rio de Janeiro (AESM-Rio) e realizado no Sambódromo da Marquês de Sapucaí, a partir das 18 horas da terça-feira, dia 28 de fevereiro de 2017. As escolas mirins não são julgadas.
| Ordem dos desfiles | Escola                                 | Enredo | Ref.   |
| ------------------ | -------------------------------------- | --- | ------ |
| 1                  | Infantes do Lins                       | Chico Spinoza em Cena | [ 83 ] |
| 2                  | Tijuquinha do Borel                    | A Tijuquinha Encanta em Solo Sagrado | [ 84 ] |
| 3                  | Inocentes da Caprichosos               | Sou Curumim, Sou Inocentes da Tribo Japoromirim                                                                                          | [ 85 ] |
| 4                  | Golfinhos do Rio de Janeiro            | Teteu José: Deus na Grécia, Menino do Rio e Rei na Maré                                                                                  | [ 86 ] |
| 5                  | Ainda Existem Crianças na Vila Kennedy | Turquinha É Samba a Rigor e Fantasia | [ 87 ] |
| 6                  | Império do Futuro                      | Serra de Bambas: De Molequinho a Pretinho da Serrinha                                                                                    | [ 88 ] |
| 7                  | Corações Unidos do Ciep                | Arteiros, Artífices e Artistas. É na Arte que o Homem se Ultrapassa                                                                      | [ 89 ] |
| 8                  | Filhos da Águia                        | Mulheres Notáveis do Reino da Águia | [ 90 ] |
| 9                  | Pimpolhos da Grande Rio                | 100 Anos de Samba! Pimpolhos de Bamba | [ 91 ] |
| 10                 | Mangueira do Amanhã                    | A Bahia de Ioiô e de Iaiá e Carlinhos Brown                                                                                              | [ 92 ] |
| 11                 | Estrelinha da Mocidade                 | Alice no País da Estrela Guia | [ 93 ] |
| 12                 | Aprendizes do Salgueiro                | O Rio no Cinema (Reedição do enredo de 2011 do Salgueiro)                                                                                | [ 94 ] |
| 13                 | Petizes da Penha                       | Sorria, Você Está Sendo Filmado | [ 95 ] |
| 14                 | Herdeiros da Vila                      | Mestre Trambique, Músico e Compositor. Vou lhe Mostrar o Samba                                                                           | [ 96 ] |
| 15                 | Nova Geração do Estácio de Sá          | Na Cadência do Samba Vem Joel Toledo de Araújo ou Xangô do Estácio - Embaixador do Morro de São Carlos. No Samba Hoje É Festa na Sapucaí | [ 97 ] |
| 16                 | Miúda da Cabuçu                        | Machine - A Máquina de Fazer Sambar | [ 98 ] |

## Blocos de enredo
Os desfiles foram organizados pela Federação dos Blocos Carnavalescos do Estado do Rio de Janeiro (FBCERJ).

### Grupo 1
O desfile do Grupo 1 foi realizado a partir das 20 horas do sábado, dia 25 de fevereiro de 2017, na Avenida Graça Aranha.
| Ordem dos desfiles |
| 1. Acadêmicos do Vidigal 2. Unidos do Alto da Boa Vista 3. Bloco do Barriga 4. Vai Barrar? Nunca! 5. Novo Horizonte 6. Bloco do China 7. União da Ponte 8. Oba-Oba do Recreio 9. Flor da Primavera 10. Império do Gramacho |

#### Classificação
Bloco do Barriga foi o campeão. Últimos colocados, Vai Barrar? Nunca! e Oba-Oba do Recreio foram rebaixados ao Grupo 2.
| Legenda: Campeão Rebaixados para o Grupo 2 |

| Col. | Bloco                       | Enredo                                                                   | Carnavalesco(a)                | Pontos |
| ---- | --------------------------- | ------------------------------------------------------------------------ | ------------------------------ | ------ |
| 1    | Bloco do Barriga            | Oh! Que Saudades do Meu Tempo de Guri                                    | Raphael Ladeira                | 203,5  |
| 2    | Flor da Primavera           | Escola Mate com Angú!                                                    | Luiz Macedo                    | 202,5  |
| 3    | União da Ponte              | Xangô, o Rei de Oyó!                                                     | Reinaldo Silveira              | 202,5  |
| 4    | Império do Gramacho         | Império no Caminho do Ouro                                               | Cid Souza e Márcio Jacaré      | 201    |
| 5    | Novo Horizonte              | Em Busca do Novo, Horizonte Lá Vou Eu!                                   | Halisson Paulo e Sylvio Cielo  | 199    |
| 6    | Bloco do China              | Os Quilombos, os Pântanos e a Hidra                                      | Comissão de Carnaval           | 199    |
| 7    | Acadêmicos do Vidigal       | Tempo, Tempo, Tempo!                                                     | Junior O’hara                  | 195,5  |
| 8    | Unidos do Alto da Boa Vista | Salve a Mãe Natureza!                                                    | Comissão de Carnaval           | 182    |
| 9    | Vai Barrar? Nunca!          | Uma Viagem no Tempo - Gênios da Humanidade                               | Alexandre Cardoso e Jairo Gama | 179    |
| 10   | Oba-Oba do Recreio          | Alô Brasil, se Todos Se Dessem as Mãos, Seria um dos Senhores do Amanhã! | Louis Cavalcanthé              | 144    |

### Grupo 2
O desfile do Grupo 2 foi realizado a partir das 20 horas do sábado, dia 25 de fevereiro de 2017, na Estrada Intendente Magalhães.
| Ordem dos desfiles |
| 1. Unidos da Laureano 2. Cometas do Bispo 3. Raízes da Tijuca 4. Canários das Laranjeiras 5. Mocidade Unida de Manguariba 6. Mocidade Unida da Mineira 7. Esperança de Nova Campina 8. Tradição Barreirense de Mesquita 9. Grilo de Bangu |

#### Classificação
Grilo de Bangu foi o campeão, sendo promovido ao Grupo 1.
| Legenda: Promovido ao Grupo 1 |

| Col. | Bloco                            | Enredo                                                            | Carnavalesco(a)                      | Pontos |
| ---- | -------------------------------- | ----------------------------------------------------------------- | ------------------------------------ | ------ |
| 1    | Grilo de Bangu                   | Filhos do Sol e da Lua!                                           | Adriano Soares                       | 201    |
| 2    | Canários das Laranjeiras         | Era Uma Vez, o Canários das Laranjeiras Vai Contar para Vocês!    | Soca Silva                           | 201    |
| 3    | Mocidade Unida da Mineira        | É Brinquedo, É Brincadeira, a Mineira Vai Levantar Poeira         | David Hygino e Julio César do Amaral | 200,5  |
| 4    | Tradição Barreirense de Mesquita | Um Sonho de Criança                                               | Moisés Ganga                         | 197,5  |
| 5    | Cometas do Bispo                 | Eu Sou a Voz do Samba!                                            | Gil Félix                            | 197    |
| 6    | Raízes da Tijuca                 | Num Cenário de tão Lindo Matiz, Maria Augusta Faz o Raízes Feliz! | Pedro Nobre                          | 195,5  |
| 7    | Mocidade Unida de Manguariba     | Cabaré do Malandro!                                               | Galileu Santos                       | 186,5  |
| 8    | Unidos da Laureano               | Os Quatro Elementos da Natureza!                                  | Mônica Soares da Silva               | 179,5  |
| 9    | Esperança de Nova Campina        | Feira de Duque de Caxias, Um Shopping a Céu Aberto!               | Comissão de Carnaval                 | 172    |